# Dvärgmalmätare
Dvärgmalmätare, Eupithecia pygmaeata, är en fjärilsart som beskrevs av Jacob Hübner 1799. Dvärgmalmätare ingår i släktet Eupithecia och familjen mätare, Geometridae. Enligt den svenska rödlistan är arten nära hotad i Sverige, medan den är bedömd som livskraftig, LC, i Finland. I både i Sverige och Finland förekommer arten spridd i nästan hela länderna. Artens livsmiljö är öppna, friska till
fuktiga, blöta gräsmarker. Två underarter finns listade i Catalogue of Life, Eupithecia pygmaeata obumbrata Taylor, 1906 och Eupithecia pygmaeata pygmaeata (Hübner, [1799])

## Bildgalleri

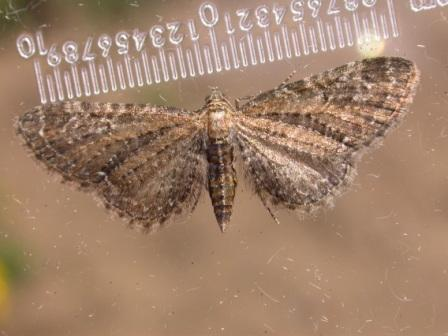
Imago fjäril
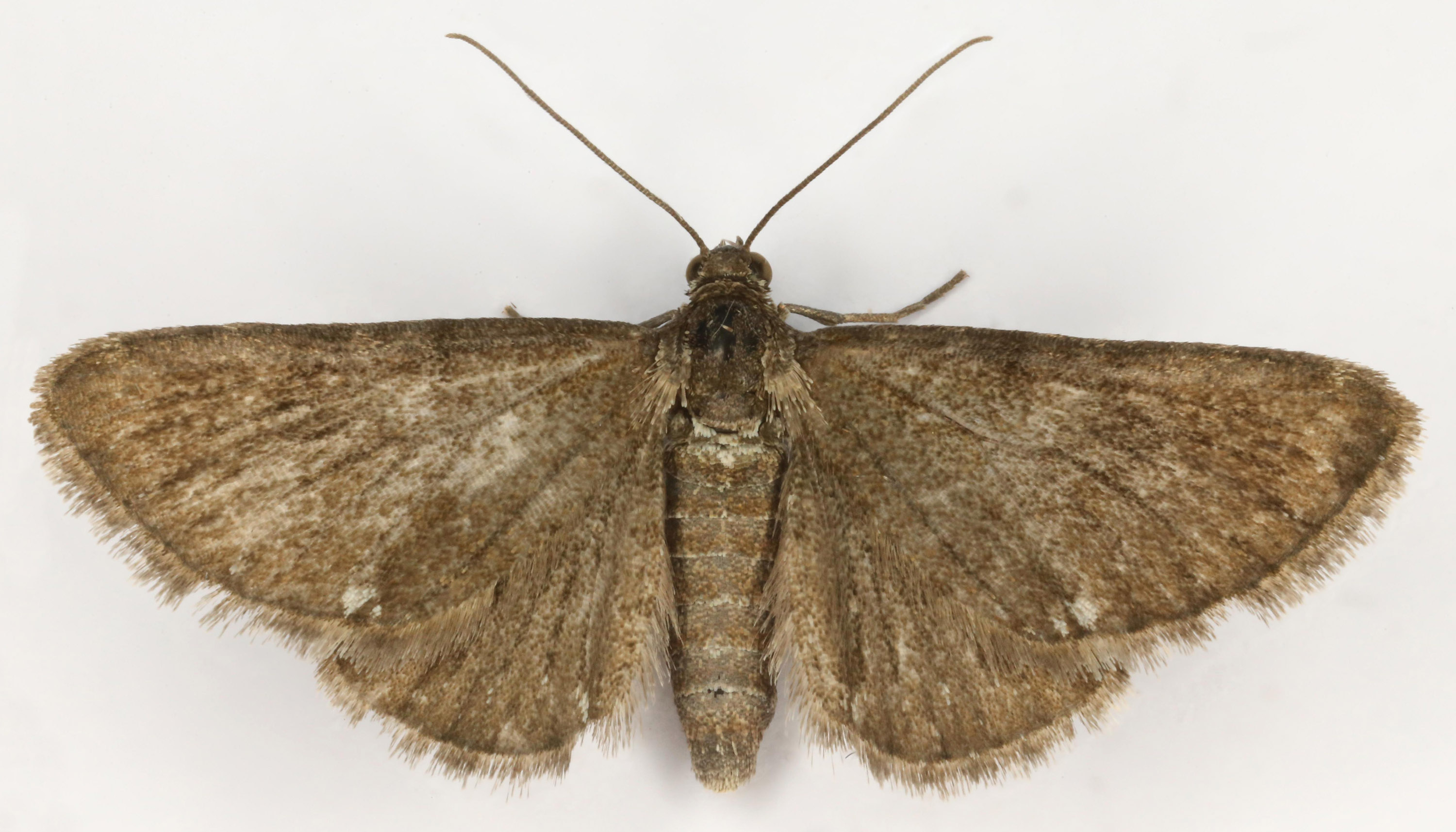
Imago fjäril, sliten
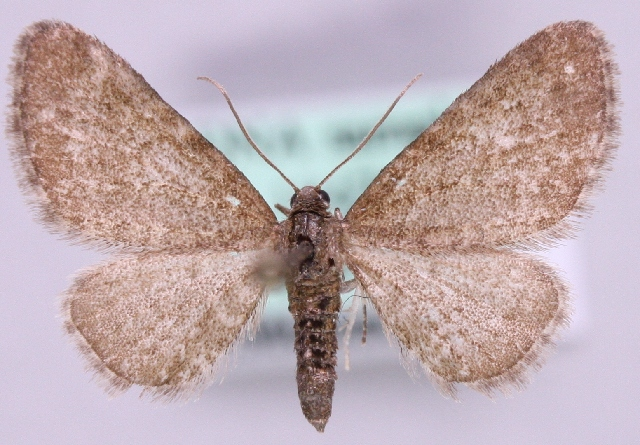
Preparerad (uppnålad) imago fjäril.